# 農作樹造紙
農作樹造紙（Paper From Farmed Trees），一種不破壞天然森林、保護自然生態的造紙環保概念，以「農作樹」做為生產紙漿的原料，不需要砍伐天然森林。
造紙公司先在苗圃中培育出品質優異、成長期短的樹苗，再提供給有簽約的農戶來栽種，收成時，造紙公司會依照所簽定的合約買回作為製紙的原料。樹木收成後的土地，此時又能以同樣的步驟再次種植新的樹苗，就如同是在栽種一般的農作物。

## 農作樹造紙的優點
優點：
1. 統一培育樹苗，確保造紙原料的品質。
2. 利用農田間的田埂及空地種植農作樹，保護原有生態，更提高土地價值。
3. 與專業農戶簽約進行農作樹種植，參與種植的農戶增加了收入，生活獲得改善。

## 內部連結
- 紙
- 木漿
- 紙漿用木材
- 造紙術

## 外部連結
- 了解紙品小常識PDF